# Акколово
А́кколово (фин. Akkala) — деревня в Гатчинском муниципальном округе Ленинградской области.

## История
Деревня являлась вотчиной великого князя Михаила Павловича, из которой в 1806—1807 годах были выставлены ратники Императорского батальона милиции.
Деревня Акколово из 9 дворов упоминается на «Топографической карте окрестностей Санкт-Петербурга» Ф. Ф. Шуберта 1831 года.

АККОЛОВО — деревня принадлежит ведомству Гатчинского городового правления, число жителей по ревизии: 15 м. п., 23 ж. п. (1838 год)

Деревня Акколово упоминается на карте Ф. Ф. Шуберта 1844 года и карте С. С. Куторги 1852 года.
В пояснительном тексте к этнографической карте Санкт-Петербургской губернии П. И. Кёппена 1849 года она записана как деревня Akkola (Акколово) и указано количество её жителей на 1848 год: савакотов — 9 м. п., 18 ж. п., всего 27 человек.

АККОЛОВО — деревня Гатчинского дворцового правления, по почтовому тракту, число дворов — 7, число душ — 14 м. п. (1856 год)

Согласно «Топографической карте частей Санкт-Петербургской и Выборгской губерний» в 1860 году деревня Акколово состояла из 7 крестьянских дворов. Рядом с ней обозначен «Дом Лесничего».

АККОЛОВО — деревня удельная при колодце, число дворов — 7, число жителей: 23 м. п., 30 ж. п. (1862 год)

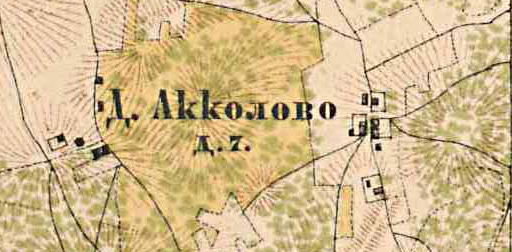
План деревни Акколово. 1885 год

В 1885 году деревня Акколово также насчитывала 7 дворов.
В конце XIX века деревня административно относилась к Староскворицкой волости 2-го стана Царскосельского уезда Санкт-Петербургской губернии, в начале XX века — 3-го стана. Население деревни было исключительно финским.
К 1913 году количество дворов увеличилось до 9.
Согласно данным переписи населения СССР 1926 года в деревне Акколово Туганицкого сельсовета Венгисаровской волости Троцкого уезда проживал 71 человек, русские, финны и эстонцы.

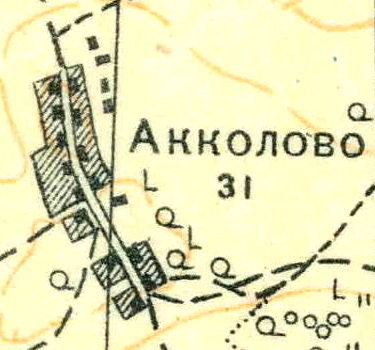
План деревни Акколово. 1931 год

Согласно топографической карте 1931 года деревня насчитывала 31 двор.
По административным данным 1933 года деревня Акколово входила в состав Туганицкого сельсовета Красногвардейского района.
В августе 1941 года в схватке с фашистами близ деревни погиб 1-й батальон 3-го стрелкового полка 2-й гвардейской дивизии народного ополчения под командованием В. К. Грунёва.
Деревню была освобождена от немецко-фашистских оккупантов 23 января 1944 года.
По данным 1966 и 1973 годов деревня Акколово находилась в составе Большеондровского сельсовета.
По данным 1990 года деревня Акколово входила в состав Сяськелевского сельсовета Гатчинского района.
Памятник на братской могиле воинов-ополченцев, работников Балтийского завода у дороги в деревне Акколово, был торжественно открыт 9 мая 1995 года.
Сюда же в 1998 и 2001 годах было перезахоронено ещё 46 погибших советских воинов.
Потомки ингерманландских семей Кемпи и Тойкка, переселившихся в Акколово в конце XIX века, до сих пор проживают в деревне.

## География
Деревня расположена в северо-западной части района на автодороге 41К-227 (Сяськелево — Муттолово).
Расстояние до административного центра поселения, деревни Сяськелево — 3 км.
Расстояние до ближайшей железнодорожной станции Войсковицы — 9 км.

## Демография
| 1838 | 1848 | 1862 | 1997 | 2006 | 2007 | 2010 |
| ---- | ---- | ---- | ---- | ---- | ---- | ---- |
| 38   | ↘27  | ↗53  | ↘7   | ↘5   | ↗7   | ↗22  |
| 2012 | 2013 | 2017 |      |      |      |      |
| ↘6   | ↘5   | →5   |      |      |      |      |

В 1997 году в деревне проживали 7 человек, в 2002 году — 21 человек (русские — 28 %).
По состоянию на 1 января 2007 года в деревне насчитывалось 3 домохозяйства, в которых проживали 7 человек, в 2010 году — 22 человека
По данным администрации поселения численность населения на 01.01.2013 — 8 человек; на 01.01.2018 — 6 человек.

### Национальный состав
Согласно данным Всероссийской переписи населения 2021 года в деревне проживали 58 человек, из них:
 русские — 57, украинцы — 1 человек.

## Садоводства
Акколово 2.